# Olga Kurbanová
Olga Ivanovna Kurbanová (rusky Ольга Ивановна Курбан; * 16. prosince 1987, Irkutsk) je ruská atletka, jejíž specializací je sedmiboj.

## Kariéra
Jejím prvním velkým šampionátem byla účast na MS v atletice v japonské Ósace v roce 2007, kde dokončila sedmiboj na 19. místě (5 998 bodů). O rok později reprezentovala na letních olympijských hrách v Pekingu, kde nasbírala celkově 6 192 bodů, což stačilo na konečné 13. místo.
Těsně pod stupni vítězů, na 4. místě skončila na halovém ME 2009 v Turíně. Od bronzové medaile z pětiboje, kterou brala Francouzka Antoinette Nana Djimouová, ji dělilo 42 bodů. V témže roce získala v litevském Kaunasu stříbrnou medaili na evropském šampionátu do 23 let (6 205 bodů).
V roce 2011 vybojovala na světové letní univerziádě v čínském Šen-čenu výkonem 6 151 bodů zlatou medaili.

## Osobní rekordy
- pětiboj (hala) – 4 617 bodů – 3. únor 2008, Petrohrad
- sedmiboj (dráha) – 6 559 bodů – 16. června 2008, Čeljabinsk